# Ruth Greuner
Ruth Greuner (* 24. Juli 1931 in Seehausen (Altmark)) ist eine ehemalige Schriftstellerin, Herausgeberin, Verlagslektorin und Journalistin in der DDR. Sie dokumentierte vor allem das antifaschistische Wirken bürgerlicher Autoren.

## Leben
Als Tochter eines Kellners wuchs sie bei ihrer Großmutter in dörflicher Umgebung der Altmark auf. Nach dem Schulbesuch in Leipzig absolvierte sie eine Lehre zur Apothekenhelferin und arbeitete danach als Apothekergehilfin. Sie besuchte die Abendschule und übernahm Funktionen innerhalb der FDJ. Von 1949 bis zum Abitur 1952 besuchte sie die Arbeiter-und-Bauern-Fakultät an der Universität Leipzig. Von 1952 bis 1956 studierte sie Germanistik an der Karl-Marx-Universität Leipzig. Ihre Diplomarbeit schrieb sie über René Schickele.
Sie zog 1958 nach Ost-Berlin. Etwa von 1958 bis 1961 arbeitete sie als Sektorenleiterin „Publikationen“ im Bundessekretariat des Deutschen Kulturbundes. Sie heiratete Fritz Greuners Sohn Reinhard Greuner, der seit 1957 den Verlag Die Wirtschaft leitete, und wurde Mutter zweier Söhne. Neben ihrem Hausfrauendasein begann sie 1959 als freiberufliche Lektorin und bald auch als freiberufliche Journalistin und Schriftstellerin zu arbeiten. Außerdem war sie Mitarbeiterin des Sekretariats des Wohnbezirksausschusses der Nationalen Front. Sie veröffentlichte journalistische Arbeiten in Zeitungen und Zeitschriften und gab im Auftrag des Deutschen Kulturbundes Publikationen heraus. 1961 erschien ihre erste Erzählung Die Brücke über den Main. In den 1970er Jahren schrieb sie auch Buchrezensionen, entwickelte Rundfunk-Features und hielt Lesungen. Nebenbei wurde sie beauftragt, literarische Gutachten zu verfassen. Ab 1973 war sie Lektorin im Buchverlag der Morgen, zuletzt Leitende Lektorin für das deutschsprachige Erbe des 20. Jahrhunderts.
Ihre letzte Arbeit war 1990 die Herausgabe und Kommentierung von Maximilian Hardens publizistischen Porträts und Aufsätzen für den Reclam-Verlag Leipzig.

## Werke

### Eigene Werke
- 1961: Die Brücke über den Main. Mitteldeutscher Verlag, Halle (Saale).
- 1962: Iattis Traum. Kinderbuchverlag Berlin, Berlin (Kinderbuch, Illustrationen von Gerhard Goßmann; = Die kleinen Trompeterbücher Band 36).
- 1963: [Zusammen mit Reinhart Greuner] Ich stehe links… Carl von Ossietzky über Geist und Ungeist der Weimarer Republik. Buchverlag Der Morgen, Berlin.
- 1965: Wandlungen eines Aufrechten. Lebensbild Hellmut von Gerlachs. Buchverlag Der Morgen, Berlin.
- 1969: Gegenspieler. Profile linksbürgerlicher Publizisten aus Kaiserreich und Weimarer Republik. Buchverlag Der Morgen, Berlin.
- 1976: Vom pludrigen Hosenteufel. In: Die Weltbühne. Heft 52/1976 vom 28. Dezember 1976, S. 1650–1651.
- 1988: „Ich bekenne mich…“ Ruth Greuner über Leben und Werk Carl v. Ossietzkys. Verlag Die Weltbühne, Berlin (Sonderheft Die Weltbühne).
- 1989: An einem fernen Tag .... Zur Kulturkritik Carl von Ossietzkys. In: Helmut Reinhardt (Hrsg.): Nachdenken über Ossietzky. Verlag der Weltbühne v. Ossietzky & Co, Berlin, 1989, S. 47–63

### Herausgaben mit Vor- oder Nachwort
- 1959: Nachwort. In: Die Saat geht auf im jungen Land. Deutscher Kulturbund, Berlin, S. 163–165.
- 1960: Vorwort. In: … dass Deutschland nimmer werde der Herd zu neuem Kriege. Deutscher Kulturbund, Berlin, S.[5].
- 1960: Bemerkungen zur Auswahl. In: F. C. Weiskopf 1900–1955. Deutscher Kulturbund, Berlin, S. 210–211.
- 1961: Vorwort In: Chemie – Glück in unseren Händen. Deutscher Kulturbund, Berlin, S. 7.
- 1964: Zu unserer Auswahl. In: Republik, mein Vaterland. 15 Jahre Deutsche Demokratische Republik. Deutscher Kulturbund, Berlin, S. 168–169.
- 1971: Nachbemerkungen. In: Berlin. Stimmen einer Stadt. 99 Autoren – 100 Jahre an der Spree. Buchverlag Der Morgen, Berlin, S. 617–624.
- 1974: Im Feuer der Veränderung. In: Alfons Goldschmidt. Große Liebe – weite Welt oder zwischen Rio Bravo und Moskwa. Reise – und Zeitbilder 1920–1940. Buchverlag Der Morgen, Berlin, S. 316–366.
- 1975: Zwischen Tränen und Gelächter. – Für Henri (Jg. 1956). In: Zeitzünder im Eintopf. Antifaschistische Satire 1933–1945. Buchverlag Der Morgen, Berlin, S. 319–335. (Auszug auch in: Die Weltbühne. Heft 41/1975 vom 14. Oktober 1975, S. 1288–1290.)
- 1976: Nachbemerkung zu Alfred Kubin. Die andere Seite. Verlag Philipp Reclam jun. Leipzig, 1981 (Reclams Universalbibliothek 901), S. 236–252
- 1976: Betrachtungen zur „Witwe Bosca“. In: René Schickele. Die Witwe Bosca. Buchverlag Der Morgen, Berlin, S. 353–370.
- 1977: Nachwort. In: Balder Olden. Paradiese des Teufels. Biographisches und Autobiographisches. Schriften und Briefe aus dem Exil. Rütten & Loening, Berlin, S. 405–426.
- 1978: Neues vom „zweisprachigen Grenzvogel“. Bemerkungen zu den Romanfragmenten aus dem Nachlaß. In: René Schickele. Grand’maman und Der Preuße. Zwei Romanfragmente. Buchverlag Der Morgen, Berlin, S. 322–333.
- 1979: Zwischen Weltflucht und Welterwartung. Anregungen. In: Die Traumflöte. Märchen, Grotesken, Legenden und andere nicht geheure Geschichten (1900–1945). Buchverlag Der Morgen, Berlin, S. 489–506.
- 1980: Nachbemerkung. In: René Schickele. Benkal, der Frauentröster. Buchverlag Der Morgen, Berlin, S. 139–153.
- 1981: Nachwort. In: Anton Kuh. Luftlinien. Feuilletons, Essays und Publizistik. Verlag Volk und Welt, Berlin, S. 499–525. Auch u.d.T. Metaphysik und Würstel. Feuilletons, Essays und Publizistik. Diogenes Verlag, Zürich (= Diogenes-Taschenbuch 21455). ISBN 3-257-21455-3.
- 1981: Nachwort. In: Balder Olden. Anbruch der Finsternis. Roman eines Nazi. Rütten & Loening, Berlin, S. 237–266.
- 1982: „Deshalb sterbe ich im Exil“. Nachbemerkungen. In: Armin T. Wegner. Am Kreuzweg der Welten. Lyrik, Prosa, Briefe, Autobiographisches. Buchverlag Der Morgen, Berlin, S. 407–460.
- 1983: Maximilian Harden – Kaiserpanorama oder Polemik und Vorausschau. In: Maximilian Harden. Kaiserpanorama. Literarische und politische Publizistik. Buchverlag Der Morgen, Berlin, S. 326–365.
- 1983: Nachwort. In: Friedrich Huch. Träume. – Neue Träume. Mit 14 Illustrationen von Ernst Lewinger. Buchverlag Der Morgen, Berlin, S. 137–176.
- 1984: Nachwort. Für Dana und Bastian. In: Um die Ecke ins Paradies. Erzählte Kindheit. Buchverlag Der Morgen, Berlin, S. 436–451.
- 1987: Berliner Porträt. Eine biographische Skizze. In: Sling (d. i. Paul Felix Schlesinger): Die Nase der Sphinx oder Wie wir Berliner so sind. Feuilletons aus den Jahren 1921 bis 1925. Buchverlag Der Morgen, Berlin, S. 225–242. ISBN 3-371-00064-8.
- 1989: Sling – das Gewissen von Moabit. Nachwort. In: Sling. Der Fassadenkletterer vom „Kaiserhof“. Berliner Kriminalfälle aus den zwanziger Jahren. Verlag Das Neue Berlin, Berlin, S. 323–336.
- 1989: Nachbemerkungen. In: Arthur Schnitzler. Alles kann Verführung sein. Aphorismen, Sprüche und Parabeln. Buchverlag Der Morgen, Berlin, S. 119–132.
- 1990: Nachbemerkungen. In: Maximilian Harden. Porträts und Aufsätze. Reclam-Verlag, Leipzig, S. 318–338.

### Nachworte
- 1972: Nachwort. In: Bis fünf nach zwölfe, kleine Maus. Streifzug durch satirische Zeitschriften der Weimarer Republik. Herausgegeben von W. U. Schütte. Buchverlag Der Morgen, Berlin, S. 251–263.
- 1977: Zwischen den kleinen Seen. Bemerkungen zu den Erzählungen René Schickeles. In: René Schickele. Das gelbe Haus. Erzählungen. Buchverlag Der Morgen, Berlin, S. 212–223.

## Zitate

### Zitat zu Greuners Erzählstil
„Ruth Greuner verfügt über reiche sprachliche Mittel. Sie streut sie verschwenderisch aus, ein Bild erschlägt oftmals das andere. Es ist ein gewollter, „schöner“ Stil, der zur Kontemplation verführt und so dem Geist des Buches, das aktivieren will, widerspricht. Es scheint, als bestünde zwischen diesem Aufputzen und dem nicht klar Durchdachten ein Zusammenhang. Das Gefühl drängt sich vor dem Verstand.“

### Zitat zu Greuners Herausgaben
„Mit sicherem Blick für das Aufzuhebende, immer bestrebt literarische Qualität und Zeitgeist zu verbinden, hat Ruth Greuner auf ihre behutsame, kritische Art Schätze der Literatur gehoben.“